# Matt DeHart
Matt Paul DeHart (11 de junio de 1984) es un ex analista de inteligencia de la Air National Guard y agresor sexual estadounidense. Ha hecho varias alegaciones, entre ellas que recibió documentos clasificados en los que se alegaba la participación de la CIA en los ataques con carbunco en 2001 y que el gobierno estadunidense utilizó pornografía infantil cómo montaje para inculparle de posesión de secretos de Estado. 
En 2010 fue acusado de posesión de imágenes indecentes que solicitó a menores de edad, y pasó veintiún meses en prisión a la espera de juicio. Tras quedar en libertad bajo fianza en 2012, solicitó sin éxito asilo en Canadá, alegando que había sido torturado por el FBI en relación con los documentos clasificados. 

## Biografía

### Primeros años y educación
Desde una edad temprana, fue un geek de la tecnología. Comenzó un grupo llamado KAOS (Kaos Anti-Security Operations Syndicate) en 2000. Se graduó de la escuela secundaria en 2002. Tomó clases en el Corning Community College. En 2004, pasó tiempo en 4chan, un tablero de mensajes que dio origen a Anonymous. Además de socializar y jugar en línea, DeHart se interesó en la encriptación, la libertad de Internet y la privacidad. En 2008, participó en la Operación Chanology, campaña anticienciología de Anonymous.

### Carrera
En 2008, se alistó en la Air National Guard, convirtiéndose en analista de inteligencia. En junio de 2009, fue dado de baja honorable, como consecuencia de un diagnóstico de depresión. DeHart dice que después de que sus superiores se enteraron de su activismo, se le ofreció una suma de dinero si renunciaba, pero se había negado.

## Documentos clasificados

### Hecho
Participaba en actividades en línea con un pequeño grupo en la Operación AntiSec. Como parte de estas actividades, dirigía un servidor de entrega de datos llamado «The Shell» en un ordenador en su dormitorio. En septiembre de 2009, mientras supervisaba el servidor, DeHart afirma haber encontrado una carpeta sin cifrar que contenía cientos de documentos, incluido uno que detallaba lo que parecía ser una investigación del FBI sobre algunos tejemanejes de la CIA especialmente turbios. Eliminó la carpeta sin cifrar del servidor, pero afirma haber guardado capturas de pantalla. Poco después, afirmó haber encontrado una versión encriptada del mismo archivo en otro servidor oculto, supuestamente estaba destinado a WikiLeaks.

### Arresto y sentencia
El 9 de agosto de 2010, DeHart compareció ante la jueza federal Margaret Kravchuk y fue acusado de coaccionar a dos adolescentes de Tennessee para que le enviaran fotos y vídeos de desnudos que habían hecho a petición suya, y de hacerse pasar por un adolescente para adquirir imágenes sexuales de otros menores de edad. El 18 de agosto de 2010, firmó formularios de consentimiento y autorizó a los agentes a asumir su identidad en línea, dando al FBI sus alias y contraseñas de sus cuentas de correo electrónico. Entre las cuentas se encontraba Hushmail bajo el nombre de Fawkes.
DeHart fue trasladado a Tennessee, donde pasó veintiún meses en la cárcel debido a los cargos de pornografía infantil que pesaban sobre él.
Después de un intento fallido de buscar asilo en Canadá, fue deportado a los Estados Unidos el 1 de marzo de 2015 y entregado a agentes del FBI en el cruce fronterizo Peace Bridge.
En marzo de 2015, recibió ayuda de la Courage Foundation, una organización internacional en defensa de los denunciantes.
El 13 de noviembre de 2015, en Tennessee, se declaró culpable de dos cargos de recepción de pornografía infantil y un cargo de no comparecer según lo ordenado en el tribunal. El 22 de febrero de 2016, la jueza Aleta Arthur Trauger del Tribunal de Distrito de Estados Unidos para el Distrito Medio de Tennessee condenó a DeHart a 72 meses por los cargos de pornografía y a 18 meses adicionales por huir del país. Salió de la cárcel en octubre de 2019.
DeHart ha reclamado que fue un enjuiciamiento injusto, acusando al gobierno de Estados Unidos de utilizar la pornografía infantil como artimaña para investigar sus actividades. Se emitió una declaración de impacto de la víctima en la que se acusaba a DeHart de orquestar un engaño mediático y judicial para evitar asumir la responsabilidad de dañar vidas.